# Kunduci (Foča-Ustikolina, BiH)
Kunduci su naseljeno mjesto u općini Foča-Ustikolina, Federacija BiH, BiH. Susjedna naselja su Lokve, Jabuka, Slavičići, Kolakovići, Previla, Bunčići, Mravljača i Donje Žešće. Južno prolazi cesta Ustikolina - Delijaš.